# Torneo WTA de Tokio 2022
El Toray Pan Pacific Open 2022 fue un torneo de tenis jugado en canchas duras indoor. Fue la 37.ª edición del Toray Pan Pacific Open, y formó parte de los torneos wta 500 de la WTA Tour 2022. Se llevó a cabo en Tokio (Japón) del 19 al 25 de septiembre de 2022.

## Distribución de puntos
| Modalidad           | Campeona | Finalista | Semifinales | Cuartos de final | 2ª ronda | 1ª ronda | Clasificadas | 3ª ronda de clasificación | 2ª ronda de clasificación | 1ª ronda de clasificación |
| Individual femenino | 470      | 305       | 185         | 100              | 55       | 1        | 25           | 18                        | 13                        | 1                         |
| Dobles femenino     | 470      | 305       | 185         | 100              | -        | 1        | -            | -                         | -                         | -                         |

## Cabezas de serie

### Individual femenino
| Tenista              | Ranking | Preclasificada |
| Paula Badosa         | 4       | 1              |
| Caroline Garcia      | 10      | 2              |
| Garbiñe Muguruza     | 12      | 3              |
| Veronika Kudermetova | 13      | 4              |
| Beatriz Haddad Maia  | 18      | 5              |
| Karolína Plíšková    | 20      | 6              |
| Alison Riske         | 23      | 7              |
| Elena Rybakina       | 25      | 8              |

- Ranking del 12 de septiembre de 2022.[2]

### Dobles femenino
| Tenista                            | Ranking | Preclasificada |
| Veronika Kudermetova Elise Mertens | 7       | 1              |
| Gabriela Dabrowski Giuliana Olmos  | 19      | 2              |
| Desirae Krawczyk Demi Schuurs      | 28      | 3              |
| Nicole Melichar Ellen Perez        | 29      | 4              |

## Campeonas

### Individual femenino
Liudmila Samsonova venció a  Qinwen Zheng por 7-5, 7-5

### Dobles femenino
Gabriela Dabrowski /  Giuliana Olmos vencieron a  Nicole Melichar /  Ellen Perez por 6-4, 6-4